# Luis González-Torres de Navarra y Castro
Luis González-Torres de Navarra y Castro (mort a Granada, 20 de juliol de 1832) fou un militar i aristòcrata espanyol, VI marquès de Campoverde. Fill de Luis González Torres de Navarra y Mora, V Marqués de Campo Verde, IV comte de Santa Gadea. Es va casar amb María Fausta Álvarez de las Asturias Bohórquez y Pérez de Barradas. Pertanyia a la francmaçoneria.
Quan esclatà la guerra del francès era tinent general de l'Exèrcit espanyol, derrotant François Xavier de Schwarz a la batalla de Manresa. En 1811 fou nomenat capità general de Catalunya, instal·lant el seu comandament a Tarragona, on fou assetjat per les tropes franceses del general Louis Gabriel Suchet. Va abandonar la ciutat amb el seu regiment a la recerca de reforços, però tot i derrotar l'avanguarda que volia ocupar Valls, no va tornar i la ciutat fou presa pels francesos. Fou destituït poc després. En 1814 fou empresonat pel rei Ferran VII d'Espanya, i no fou alliberat fins al triomf del pronunciament de Rafael del Riego en 1820. Fou capità general de Granada fins 1823, a la caiguda del trienni liberal. Va morir a Granada en 1832, on hi té dedicat un carrer.